# Adenostoma sparsifolium
Adenostoma sparsifolium är en rosväxtart som beskrevs av John Torrey. Adenostoma sparsifolium ingår i släktet Adenostoma och familjen rosväxter. Inga underarter finns listade i Catalogue of Life.

## Bildgalleri

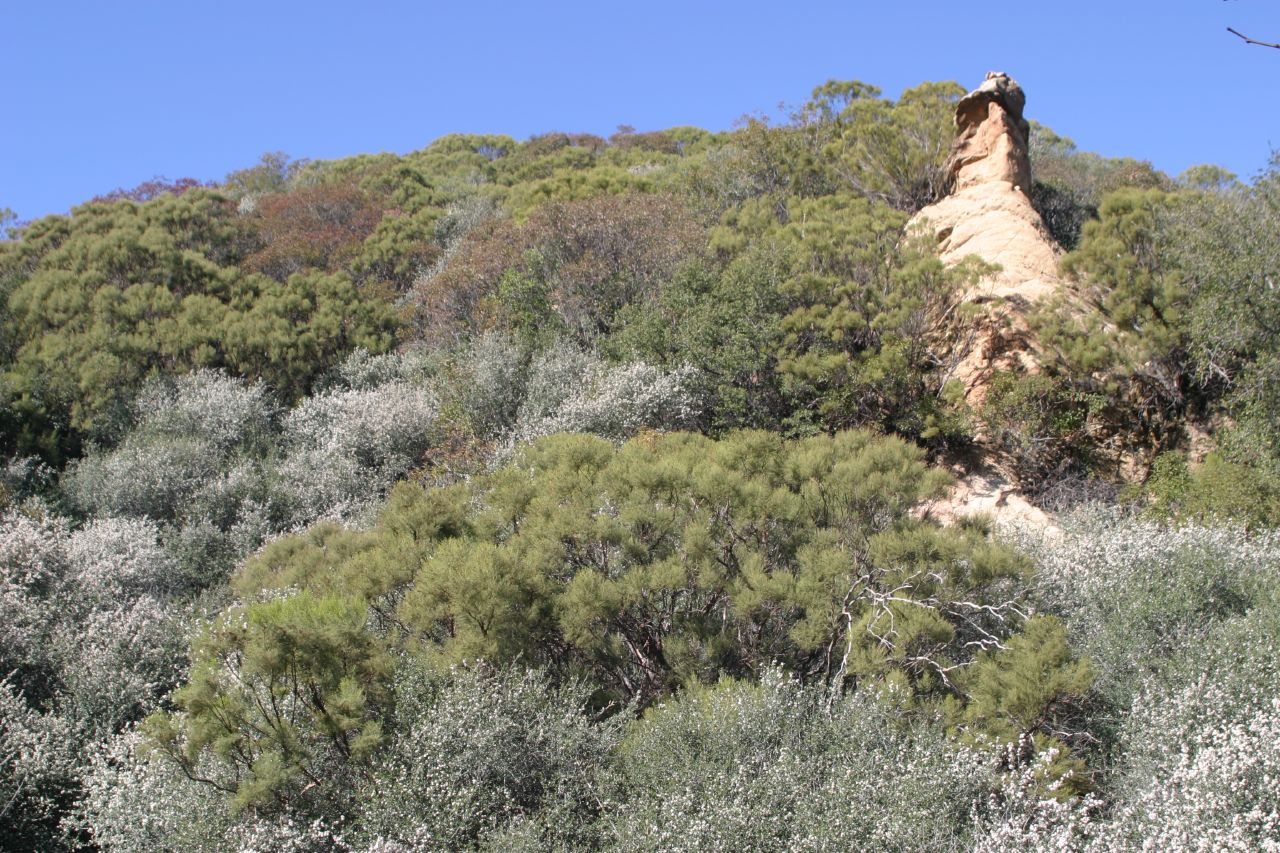
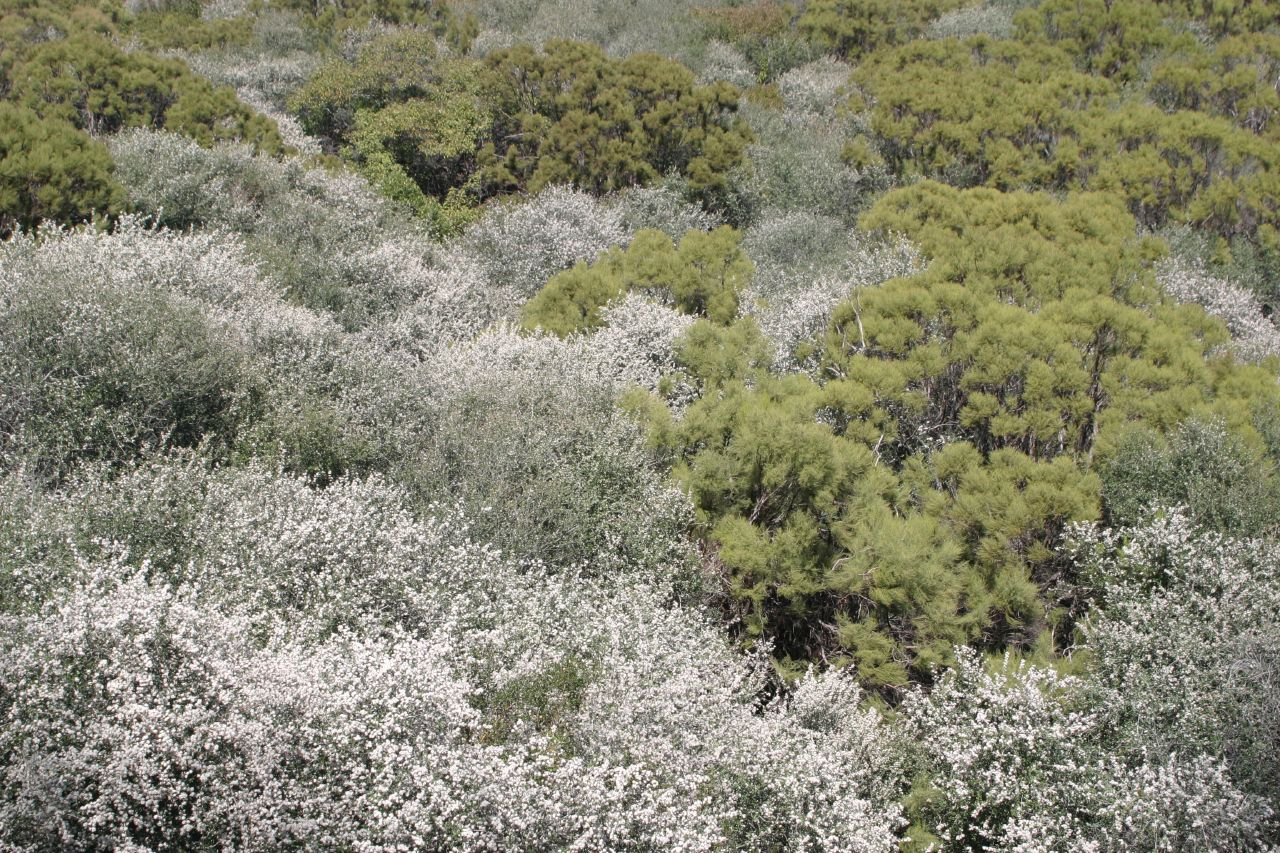